# 尤文獻
尤文獻（？—？），又名鵝津，諱元。
紹聖元年甲戌（1094年）進士，官至兵部尚書，知枢密院、觀文殿大学士，工於繪圖。